# Brazoria County
Brazoria County är ett administrativt område i delstaten Texas, USA, med 313 166 invånare (2010). Den administrativa huvudorten (county seat) är Angleton.  

## Geografi
Enligt United States Census Bureau har countyt en total area på 4 136 km². 3 590 km² av den arean är land och 546 km² är vatten. 

### Angränsande countyn
- Harris County - nord
- Galveston County - nordost
- Matagorda County - sydväst
- Wharton County - väst
- Fort Bend County - nordväst